# يفون شاربونو
يفون شاربونو هو نقابي وسياسي كندي، ولد في 11 يوليو 1940 في مونت ساينت ميتشل في كندا، وتوفي في 22 أبريل 2016 في بلانتيشن في الولايات المتحدة بسبب سكتة دماغية. نشط حزبياً في حزب كيبيك الليبرالي والحزب الليبرالي الكندي. وقد انتخب عضو مجلس العموم الكندي عن دائرة  وقد انضم خلال فترته النيابية ‏ للكتلة البرلمانية الحزب الليبرالي الكندي وانتخب عضو الجمعية الوطنية في كيبك ‏ وانتخب عضو مجلس العموم الكندي عن دائرة  وقد انضم خلال فترته النيابية ‏ للكتلة البرلمانية الحزب الليبرالي الكندي.